# Petr Marčík
Petr Marčík (* 3. ledna 1959) je bývalý český fotbalista.

## Fotbalová kariéra
V československé lize hrál za Zbrojovku Brno. Nastoupil v 8 ligových utkáních. Dal 1 ligový gól. Ve druhé lize hrál za TJ Gottwaldov a Královopolskou Brno.
V sezoně 1993/94 vyhrál s Trnavou (Trnava na Zlínsku) Středomoravský župní přebor. V sezonách 1994/95 – 1997/98 nastupoval za tentýž klub v Moravsko-Slezské divizi sk. D, poté hrál divizi za FC Slušovice Na jaře 2000 hostoval v Sokole Veselá, naposled hrál mezi lety 2001 – 2003 v TJ Zádveřice.

## Ligová bilance
| Ročník                                   | Zápasy | Góly | Klub           |
| ---------------------------------------- | ------ | ---- | -------------- |
| 1. československá fotbalová liga 1978/79 | 8      | 1    | Zbrojovka Brno |
| CELKEM                                   | 8      | 1    |                |